# Lenta
Lenta är en ort och kommun i provinsen Vercelli i regionen Piemonte, Italien. Kommunen hade 833 invånare (2018).